# Гришина, Александра Валерьевна
Алекса́ндра Вале́рьевна Гри́шина (род. 31 июля 1993, Жодино, Минская область) — белорусская гребчиха-байдарочница, выступает за сборную Беларуси с 2013 года. Чемпионка Европы, серебряная призёрша чемпионата мира, победительница национальных и молодёжных регат. На соревнованиях представляет Минскую область, мастер спорта международного класса.

## Биография
Александра Гришина родилась 31 июля 1993 года в городе Жодино, Минская область. Активно заниматься греблей на байдарке начала в раннем детстве, проходила подготовку в жодинской детско-юношеской спортивной школе и в минской областной специализированной детско-юношеской школе олимпийского резерва, тренировалась у таких специалистов как Л. А. Козловская и В. А. Ромыш. В настоящее время тренируется в республиканском центре спортивной подготовки, состоит в Федерации профсоюзов Беларуси.
По юниорам в 2012 году выигрывала медали на молодёжных европейских и мировых первенствах. На взрослом уровне первого серьёзного успеха добилась в 2013 году, когда впервые попала в основной состав белорусской национальной сборной и благодаря череде удачных выступлений удостоилась права защищать честь страны на чемпионате Европы в португальском городе Монтемор-у-Велью. С четырёхместным экипажем, куда также вошли гребчихи Ольга Худенко, Надежда Попок и Маргарита Тишкевич, завоевала на дистанции 500 метров бронзовую медаль, пропустив вперёд сборные Венгрии и Германии. Побывала на молодёжном и взрослом чемпионатах мира, тем не менее, попасть в число призёров ни в одной из дисциплин не смогла. Будучи студенткой, приняла участие в зачёте летней Универсиады в Казани, выиграла золотую медаль в программе четырёхместных экипажей на пятистах метрах.
В 2014 году Гришина в паре с Софьей Юрченко стала чемпионкой Европы, обойдя всех соперниц в километровом зачёте на соревнованиях в немецком Бранденбурге. Затем удачно выступила на мировом первенстве в Москве, в той же дисциплине они с Юрченко финишировали вторыми, пропустив вперёд лишь экипаж из Дании.
Имеет высшее образование, окончила Белорусский государственный университет физической культуры. За выдающиеся спортивные достижения удостоена звания мастера спорта международного класса.